# 吉田義昭
吉田 義昭（よしだ よしあき、1932年1月8日 - 1989年5月9日）は、日本の脚本家、劇作家である。初期の別名に吉田 貴彰（よしだ たかあき）がある。日本脚本家連盟信託者。『山ねずみロッキーチャック』、『アルプスの少女ハイジ』、『フランダースの犬』等のテレビアニメーションの脚本のメイン作家として知られる。
日本映画データベース等で混同されている、同時代に活動した脚本家の吉田喜昭（1937年 - 2001年）は同音異字の別人。また、第20回小野十三郎賞（2018年）を受賞した詩人の吉田義昭も別人。

## 人物・来歴

### 木下学校からテレビ、独立系映画へ
1932年（昭和7年）1月8日、青森県青森市に生まれる。
1950年（昭和25年）3月、青森県立青森高等学校を卒業、満20歳を迎えた1952年（昭和27年）に東京に移る。松竹大船撮影所の助監督会がシナリオを募集、これに応募して家城巳代治に認められる。木下惠介のいわゆる「木下学校」門下の松山善三に師事した。確認できるもっとも早い時期の仕事は、1959年（昭和34年）10月8日にフジテレビジョンで放映を開始した松竹製作のテレビ映画『駅の伝言板』であり、そのうち7話を魚住大二と共同で脚本執筆している。1961年（昭和36年）7月5日にTBSテレビで放映を開始した『純愛シリーズ』でも数話を手がけており、なかでも村木良彦（1935年 - 2008年）が演出した『青春』（第103回）が知られており、同作の野心的斬新さはのちに今野勉（1936年 - ）が著書『テレビの青春』で吉田の書いたセリフを引用、特筆している。
1964年（昭和39年）9月9日にフジテレビジョンで放映を開始した松竹製作の連続テレビ映画『結婚の設計』では、梶山季之の原作をもとに吉岡道夫（1933年 - ）とともに脚本を手がけており、当時、日本シネマや国映を中心として独立系成人映画の脚本を手がけていた吉岡 同様に、吉田も小森白が製作・監督した成人映画『日本拷問刑罰史』に脚本を提供、同作は同年10月27日に公開された。1965年（昭和40年）2月に公開された『しゃぶりつくせ』（監督南部泰三）にも脚本を提供しており、渡辺護の回想によれば、吉田の同作における「殺し屋の美学」がよかったという。元俳優の斎藤邦唯（1929年 - ）が同年4月に扇映画プロダクションを設立、映画製作を開始するにあたり、渡辺に成人映画を撮れる監督の紹介を依頼、渡辺はかつて師事した西條文喜（1921年 - 1988年）を推薦、吉田とともに脚本を準備している。吉田と渡辺が準備した脚本の完成段階で西條が降板、急遽、渡辺が監督に起用され、同作は渡辺の監督第1作『あばずれ』として、同年6月に公開されている。同作での吉田は「吉田貴彰」とクレジットされており、以降同名で、『紅壺』（1965年10月公開）、『女の狂宴』（1966年2月公開）、『のたうち』（1966年5月17日公開）、『情夫と情婦』（1967年4月公開）と合計5作の渡辺の初期作品を手がけた。1967年（昭和42年）9月26日に放映を開始した、放送作家の青島幸男が主演した連続テレビ映画『意地悪ばあさん』や、1970年（昭和45年）9月19日に放映されたテレビ映画『日本怪談劇場』第12回『怪談乳房の呪い』（監督松永利昭）にも脚本を提供している。

### テレビアニメの時代
1973年（昭和48年）1月7日に放映を開始した『山ねずみロッキーチャック』の脚本に参加、テレビアニメに進出した。同年10月2日に放映を開始した『伝七捕物帳』にも12作の脚本を提供しており、時代劇のテレビ映画は吉田にとっては同作が最初の執筆である。なかでも、1974年（昭和49年）1月6日に放映を開始した『アルプスの少女ハイジ』、ならびに1975年（昭和50年）1月5日に放映を開始した『フランダースの犬』では、いずれも初回から第6話までを切れ目なく執筆しており、同2作の初動のレールを敷く重要な役割を果たしており、同2作は吉田の代表作とされる。1977年（昭和52年）10月18日に放映を開始した『新五捕物帳』には、シリーズ後半から参加、19作を手がけた。

### ミュージカルへ
芝居の台本、戯曲は以前から手がけていたが、1977年に作曲家のいずみたくが設立した劇団「いずみたくフォーリーズ」（現在のミュージカルカンパニー イッツフォーリーズ）に参加、同年11月25日の同劇団第1回公演のために戯曲『悪魔になってみませんか』（演出キノトール）を書き下ろした。以降、『Tomorrow 明日へのいのち』（演出増見利清、1979年初演）、『ザ・マジック』（演出坂上道之助、1980年初演）等の戯曲を同劇団に提供した。1981年（昭和56年）からは、『東芝日曜劇場』における石井ふく子プロデュース作に多く起用されるようになる。同年、恩師である松山善三が演出する人形劇のために戯曲『赤い椿の物語』を執筆しているが、同作も石井ふく子が『人間が好きドラマシリーズ』でのリメイクを企画、演出は松山善三が行い、1983年（昭和58年）9月29日に放送された。同作の主演に抜擢された今泉陽子 が、同作の収録中であった同年8月26日に緑山スタジオで飛び降り自殺する事件が起きている。1984年（昭和59年）10月5日から放映を開始した連続テレビアニメ映画『森のトントたち』ではシリーズ構成および脚本を手がけ、同作は、文化庁こども向けテレビ用優秀映画作品賞を受賞した。
『いのちのスケッチ 思いやり』（1987年）によれば、満53歳だった1985年（昭和60年）9月、食道癌が発見されて闘病を開始、食道切除の手術を行ったという。同書は、吉田が東奥日報夕刊に連載した『日向ぼっこ』から50編を選び改題したもので、1987年（昭和62年）8月に刊行された。1989年（平成元年）5月9日、食道癌のため、入院先の埼玉県所沢市にある防衛医科大学校病院で死去した。満57歳没。

### 再評価
吉田が手がけたなかでも『アルプスの少女ハイジ』は、1993年（平成5年）に『アルプスの少女ハイジ アルムの山』『アルプスの少女ハイジ ハイジとクララ』の再編集版VHSビデオグラム、2006年（平成18年）3月に同じくDVDが発売される等、定番的な評価を受けている。
劇場用映画に関しては、映画監督・渡辺護の初期脚本家として注目され、渡辺の監督第1作『あばずれ』が、2014年（平成26年）同年12月5日 - 同9日に神戸映画資料館で行われた「渡辺護 はじまりから、最後のおくりもの。」の特集上映で、同年に発見された16mmフィルム版上映用プリントで上映された。渡辺の監督第2作『紅壺』は東京国立近代美術館フィルムセンターにも所蔵されており、同年10月25日 - 同月31日にユーロスペースで行われた「渡辺護追悼 そして『たからぶね』の船出」の特集上映でデジタル上映が行われた。

## フィルモグラフィ
特筆以外、劇場用映画・テレビ映画はすべて「脚本」、テレビ放送劇は「作」である。東京国立近代美術館フィルムセンター（NFC）、デジタル・ミーム等での所蔵状況も記した。

### 1960年代
- 『駅の伝言板』 : 監督尾崎甫ほか、製作松竹、1959年10月8日 - 1960年4月7日放映（連続テレビ映画）
  - 第3回『ひみつ』 : 監督不明、主演不明、1959年10月22日放映（テレビ映画） - 魚住大二と共同で脚本
  - 第5回『きずな』 : 監督不明、主演清川新吾、1959年11月5日放映（テレビ映画） - 魚住大二と共同で脚本
  - 第10回『決定的瞬間』 : 監督不明、主演小山明子、1959年12月10日放映（テレビ映画） - 魚住大二と共同で脚本
  - 第13回『生きていた男』 : 監督不明、主演諸角啓二郎、1960年1月7日放映（テレビ映画） - 魚住大二と共同で脚本
  - 第16回『手錠』 : 監督不明、主演諸角啓二郎、1960年1月28日放映（テレビ映画） - 魚住大二と共同で脚本
  - 第20回『消された男』 : 監督不明、主演千之赫子、1960年2月25日放映（テレビ映画） - 魚住大二と共同で脚本
  - 第21回『表と裏』 : 監督不明、主演福田公子、1960年3月3日放映（テレビ映画） - 魚住大二と共同で脚本
- 『ひたすらの道』 : 製作・監督大岩弘明、企画青木良治・久保春二、原作若林喜市、主演藤田進・折原啓子、製作新日本映画社、1961年公開（映倫番号 不明） - 魚住大二と共同で脚本、53分の上映用プリントをNFCが所蔵[5]
- 『純愛シリーズ』 : 製作TBS、1961年7月5日 - 1963年9月25日放送（テレビ放送劇・花王ファミリー劇場）
  - 第33回『星になった男』 : 演出不明、原作中村新吉、主演谷村昌彦、1962年2月14日放送（テレビ放送劇）
  - 第103回『青春』 : 演出村木良彦[17][18]、主演香川久美子、1963年6月19日放送（テレビ放送劇）
- 『夫婦百景』第324回『ふろしき』 : 演出不明、選獅子文六、主演田崎潤、製作日本テレビ放送網、1964年7月20日放送（テレビ放送劇） - 作
- 『結婚の設計』 : 監督尾崎甫ほか、原作梶山季之、主演稲垣美穂子、製作松竹、1964年9月9日 - 同年12月2日放映（連続テレビ映画） - 吉岡道夫とともに脚本
- 『日本拷問刑罰史』 : 製作・監督小森白、原作名和弓雄、主演森美沙、製作小森白プロダクション、配給新東宝興業、1964年10月27日公開（成人映画・映倫番号 不明） - 脚本、82分の上映用プリントをNFCが所蔵[5]
- 『しゃぶりつくせ』 : 監督南部泰三、主演松風はる美、製作高千穂映画、配給センチュリー映画社、1965年2月公開（成人映画・映倫番号 不明）
- 『判決』第132回『あぶく』 : 演出荻野隆史、主演喜浦節子、製作NET、1965年4月21日放送（テレビ放送劇）
- 『あばずれ』 : 製作斎藤邦唯、監修沖弘次、監督渡辺護、撮影生田洋、主演飛鳥公子、製作扇映画プロダクション、配給新東宝興業、1965年6月公開（成人映画・映倫番号 不明） - 「吉田貴彰」名義で脚本、60分の16mmフィルム版上映用プリントが現存[23]
- 『紅壺』（『紅壺 べにつぼ』[5]『紅壷』） : 製作斎藤邦唯、企画井上猛夫、監督渡辺護、撮影大森一郎、主演真山ひとみ、製作扇映画プロダクション、配給センチュリー映画社・日本セントラル映画、1965年10月公開（成人映画・映倫番号 14082） - 「吉田貴彰」名義で脚本、『紅壺 べにつぼ』題の74分の上映用プリントをNFCが所蔵[5]・78分のデジタル素材が現存
- 『女の狂宴』 : 製作斎藤邦唯、企画井上猛夫、監督渡辺護、撮影生田洋、主演菊地京子・清水せつ、製作扇映画プロダクション、配給センチュリー映画社、1966年2月公開（成人映画・映倫番号 14363） - 「吉田貴彰」名義で脚本
- 『のたうち』 : 製作斎藤邦唯、企画大島一城、監督渡辺護、撮影生田洋、主演新高恵子、製作扇映画プロダクション、配給大蔵映画、1966年5月審査・同月17日公開（成人映画・映倫番号 14503） - 「吉田貴彰」名義で脚本
- 『おかあさん』
  - 第356回『小さな夏の終り』 : 演出村上瑛二郎、主演津島恵子、製作TBS、1966年9月8日放送（テレビ放送劇） - 作
  - 第387回『春の音』 : 演出不明、主演月丘夢路、製作TBS、1967年4月13日放送（テレビ放送劇） - 作
- 『情夫と情婦』（いろといろ） : 製作・企画小森白・渡辺護、監督渡辺護、主演観世亜紀、製作渡辺プロダクション、1967年4月公開（成人映画・映倫番号 不明） - 「吉田貴彰」名義で脚本
- 『意地悪ばあさん』 : 監督青柳信雄・岩城英二・川西正純・斎藤寅次郎・小野田嘉幹・青野暉・長沢郁朗・春原政久、原作長谷川町子、主演青島幸男、製作C.A.L、1967年9月26日 - 1969年9月25日放映（連続テレビ映画） - 才賀明・柳下長太郎・高橋二三とともに脚本

### 1970年代
- 『日本怪談劇場』第12回『怪談乳房の呪い』 : 監督松永利昭、原作三遊亭圓朝、主演中山昭二、製作歌舞伎座テレビ室、1970年9月19日放映（テレビ映画） - 脚本、原版が現存・2001年にキングレコードがDVDを発売[8]
- 『明日のしあわせ』第7回・第11回 : 監督平山晃生、原作中野実、主演進藤英太郎、製作東京映画、1970年11月12日・12月17日放映（テレビ映画） - 井手俊郎と共同で脚本
- 『突撃! ヒューマン!!』 : 企画演出白井荘也、監督須沼望・神戸文彦・重松修、主演夏夕介、製作ユニオン映画、1972年10月7日 - 同年12月30日放映（連続テレビ映画・全13回） - 藤川桂介・雪室俊一・上原正三・田村丸とともに脚本
- 『飢える魂』 : 監督岡田太郎・鍛冶昇、原作丹羽文雄、主演安部徹、製作不明、1972年11月6日 - 同年12月29日放映（連続テレビ映画・ライオン奥様劇場）
- 『山ねずみロッキーチャック』 : 製作高橋茂人、原作ソーントン・バージェス（英語版）、声の主演山賀裕二、製作ズイヨー映像、1973年1月7日 - 同年12月30日放映（連続テレビアニメ映画・カルピス子ども劇場） - 久保田圭司・大川久男・重森孝子・金子裕・森光・山中博・雨宮雅児・千葉茂樹・日高郁子・斎藤博とともに脚本
  - 第18話『カモのクワックおくさん』 : 監督斎藤博、1973年5月6日放映 - 脚本
  - 第19話『うるわしい仲間たち』 : 監督斎藤博、1973年5月13日放映 - 脚本
  - 第26話『麦わら帽子にゃかなわない』 : 監督平田敏夫、1973年7月1日放映 - 脚本
  - 第27話『森へ来た黒い大きな鳥』 : 監督斎藤博、1973年7月8日放映 - 脚本
  - 第28話『コンドルおやじの秘密』 : 監督山崎修二、1973年7月15日放映 - 脚本
  - 第31話『青さぎのロングレッグ』 : 監督富野喜幸、1973年8月5日放映 - 脚本
  - 第32話『マスクラットのジェリー』 : 監督山崎修二、1973年8月12日放映 - 脚本
  - 第37話『みどりが森のまいご』 : 監督山崎修二、1973年9月16日放映 - 脚本
  - 第38話『子ぎつねレッドと羊』 : 監督平田敏夫、1973年9月23日放映 - 脚本
  - 第40話『ロッキーの冒険』 : 監督森光、1973年10月14日放映 - 脚本
  - 第41話『ビリーおじさん後悔する』 : 監督富野喜幸、1973年10月21日放映 - 脚本
  - 第45話『月夜のパーティーの大事件』 : 監督富野喜幸、1973年11月18日放映 - 脚本
- 『ボクのしあわせ』第15回『彼女は二挺拳銃』 : 演出村木良彦、原作井上ひさし、主演石坂浩二、製作テレビマンユニオン、1973年11月12日放送
- 『伝七捕物帳』 : 原作陣出達朗、主演中村梅之助、製作ユニオン映画、1973年10月2日 - 1977年10月11日放映（連続テレビ映画・160回）
  - 第5回『十手さばきに恋が咲く』 : 監督石川義寛、1973年10月30日放映（テレビ映画）
  - 第28回『天狗がさらった娘たち』 : 監督斎藤光正、1974年4月16日放映（テレビ映画）
  - 第30回『紅だすき江戸の春風』 : 監督西山正輝、1974年4月30日放映（テレビ映画）
  - 第31回『島から来た花嫁』 : 監督石川義寛、1974年5月28日放映（テレビ映画）
  - 第43回『江戸錦 夫婦の花道』 : 監督山田達雄、1974年10月15日放映（テレビ映画）
  - 第56話『怒りの十手』 : 監督山田達雄、1975年1月21日放映（テレビ映画）
  - 第58話『花となった女』 : 監督西山正輝、1975年2月4日放映（テレビ映画）
  - 第81話『罠を斬った包丁』 : 監督山田達雄、1975年9月23日放映（テレビ映画）
  - 第85話『恋の飛脚は東海道』 : 監督山田達雄、1975年10月28日放映（テレビ映画）
  - 第105話『鳥追い無情』 : 監督田坂勝彦、1976年3月16日放映（テレビ映画）
  - 第114話『鳩笛怨み唄』 : 監督曽我仁彦、1976年7月13日放映（テレビ映画）
  - 第142話『人情妻恋花火』 : 監督斎藤光正、1977年3月8日放映（テレビ映画）
- 『アルプスの少女ハイジ』 : 製作高橋茂人、演出高畑勲、原作ヨハンナ・スピリ、声の主演杉山佳寿子、製作ズイヨー映像、1974年1月6日 - 同年12月29日放映（連続テレビアニメ映画・カルピス劇場） - 佐々木守・大川久男・黒田昌郎・斎藤博とともに脚本
  - 第1話『アルムの山へ』 : 1974年1月6日放映 - 脚本
  - 第2話『おじいさんの山小屋』 : 1974年1月13日放映 - 脚本
  - 第3話『牧場で』 : 1974年1月20日放映 - 脚本
  - 第4話『もう一人の家族』 : 1974年1月27日放映 - 脚本
  - 第5話『燃えた手紙』 : 1974年2月3日放映 - 脚本
  - 第6話『ひびけ口笛』 : 1974年2月10日放映 - 脚本
  - 第12話『春の音』 : 1974年3月24日放映 - 脚本
  - 第13話『再び牧場へ』 : 1974年3月31日放映 - 脚本
  - 第14話『悲しいしらせ』 : 1974年4月7日放映 - 脚本
  - 第15話『ユキちゃん』 : 1974年4月14日放映 - 脚本
  - 第35話『アルムの星空』 : 1974年9月1日放映 - 脚本
  - 第36話『そして牧場へ』 : 1974年9月8日放映 - 脚本
- 『アルプスの少女ハイジ』 : 企画瑞鷹エンタープライズ、監督高畑勲、原作ヨハンナ・スピリ、声の主演杉山佳寿子、製作ズイヨー映像、配給東宝、1974年3月21日公開（東宝チャンピオンまつり・映倫番号 23724）
- 『小さなバイキング・ビッケ』 : 製作高橋茂人、チーフディレクター斎藤博、原作ルーネル・ヨンソン、声の主演栗葉子、製作ズイヨー映像、1974年4月3日 - 1975年9月24日放映（連続テレビアニメ映画） - 才賀明・田代淳二・永井憲二・金子裕・鴨井達比古・小沢洋・北川幸茂・大川久男・松元力・岡崎邦彦・日高武治・馬嶋満・沖島勲とともに脚本
  - 第31話『デンマークの冒険 前編』 : 監督不明、1975年2月5日放映 - 脚本
  - 第32話『デンマークの冒険 後編』 : 監督不明、1975年2月12日放映 - 脚本
- 『アルプスの少女ハイジ 山の子たち』 : 製作高橋茂人、企画瑞鷹エンタープライズ、監督高畑勲、原作ヨハンナ・スピリ、声の主演杉山佳寿子、製作ズイヨー映像、配給東宝、1975年3月15日公開（東宝チャンピオンまつり・映倫番号 23829） - 大川久男・佐々木守と共同で脚本
- 『フランダースの犬』 : 原作ルイス・ド・ラ・ラメー、声の主演喜多道枝、1975年1月5日 - 同年12月28日放映（連続テレビアニメ映画・カルピスこども劇場）
  - 第1話『少年ネロ』 : 監督黒田昌郎、製作ズイヨー映像、1975年1月5日放映 - 脚本
  - 第2話『アロアと森へ』 : 監督黒田昌郎、製作ズイヨー映像、1975年1月12日放映 - 脚本
  - 第3話『アントワープの町で』 : 監督黒田昌郎、製作ズイヨー映像、1975年1月19日放映 - 脚本
  - 第4話『新しい友達』 : 監督黒田昌郎、製作ズイヨー映像、1975年1月26日放映 - 脚本
  - 第5話『パトラッシュ』 : 監督黒田昌郎、製作ズイヨー映像、1975年2月2日放映 - 脚本
  - 第6話『がんばれパトラッシュ』 : 監督黒田昌郎、製作ズイヨー映像、1975年2月9日放映 - 脚本
  - 第14話『夜空に描いた絵』 : 監督黒田昌郎、製作ズイヨー映像、1975年4月6日放映 - 脚本
  - 第15話『古い帳簿』 : 監督黒田昌郎、製作ズイヨー映像、1975年4月13日放映 - 脚本
  - 第16話『10サンチームの写生帳』 : 監督黒田昌郎、製作ズイヨー映像、1975年4月20日放映 - 脚本
  - 第21話『船で来たお客さま』 : 監督黒田昌郎、製作日本アニメーション、1975年5月25日放映 - 脚本
- 『まんが日本昔ばなし』第40回『耳なし芳一』 : 監督杉田実、製作グループ・タック、1976年7月10日放映（テレビ映画） - 脚本
- 『特捜最前線』第8回『愛と復讐の銃弾』 : 監督村山新治、主演二谷英明、製作東映、1977年5月25日放映（テレビ映画） - 脚本
- 『まんが日本絵巻』第35回『敵は幾万ありとても 智将・楠木正成』 : 監督長谷川康雄、原案山中恒、製作ワールドテレビジョン、1978年6月28日放映（テレビ映画） - 脚本
- 『新五捕物帳』 : 原作陣出達朗、原案・主演杉良太郎、製作ユニオン映画、1977年10月18日 - 1982年11月16日放映（連続テレビ映画）
  - 第56話『恨みは残る三味の糸』 : 監督西山正輝、1979年1月30日放映 - 脚本
  - 第61話『祭り囃子に来た男』 : 監督手銭弘喜、1979年3月6日放映 - 脚本
  - 第70話『津軽の女』 : 監督手銭弘喜、1979年6月19日放映 - 脚本
  - 第79話『涙の兄妹人形』 : 監督津島勝、1979年9月25日放映 - 脚本
  - 第84話『機織りの唄』 : 監督林伸憲、1979年10月30日放映 - 脚本
  - 第95話『悲涙、江戸の淡雪』 : 監督手銭弘喜、1980年1月22日放映 - 脚本
  - 第100話『風車の唄』 : 監督津島勝、1980年3月4日放映 - 脚本
  - 第102話『心中駒形河岸』 : 監督林伸憲、1980年3月18日放映 - 脚本
  - 第106話『涙ひとすじ義姉弟』 : 監督林伸憲、1980年4月15日放映 - 脚本
  - 第117話『情け深川祭り唄』 : 監督林伸憲、1980年10月7日放映 - 脚本
  - 第123話『愛の如来さま』 : 監督西山正輝、1980年11月18日放映 - 脚本
  - 第128話『鯨とりの詩』 : 監督林伸憲、1980年12月23日放映 - 脚本
  - 第140話『鴉は知っていた』 : 監督西山正輝、1981年3月2日放映 - 脚本
  - 第144話『あした咲く義兄弟』 : 監督田中重雄、1981年5月5日放映 - 脚本
  - 第147話『胸に灯す母の顔』 : 監督西山正輝、1981年7月14日放映 - 脚本
  - 第149話『哀しき異母兄弟』 : 監督小山幹夫、1981年8月4日放映 - 内田一作と共同で脚本
  - 第157話『娘観音津軽唄』 : 監督手銭弘喜、1981年10月20日放映 - 脚本
  - 第159話『江戸の渦巻』 : 監督西山正輝、1981年11月3日放映 - 福沢京子と共同で脚本
  - 第174話『涙の宮参り』 : 監督藤田保行、1982年2月16日放映 - 脚本
- 『アルプスの少女ハイジ』 : 製作高橋茂人、企画瑞鷹エンタープライズ、監督中尾寿美子・高畑勲、原作ヨハンナ・スピリ、声の主演杉山佳寿子、製作瑞鷹エンタープライズ、配給東宝東和、1979年3月17日公開（映倫番号 19647） - 大川久男・佐々木守と共同で脚本
- 『半七捕物帳』 : 原作岡本綺堂、製作歌舞伎座テレビ、1979年4月3日 - 同年9月25日放映（連続テレビ映画）
  - 第20話『槍突き無情』 : 監督山田達雄、1979年8月14日放映 - 脚本

### 1980年代
- 『お命頂戴!』 : 主演片岡孝夫、製作歌舞伎座テレビ、1981年10月7日 - 同年12月30日放映（連続テレビ映画）
  - 第10話『影を操る極悪人』 : 監督唐順棋、1981年12月9日放映 - 脚本
- 『東芝日曜劇場』
  - 第1295回『秋の流れに』 : 監督辻道勇、主演梶芽衣子、製作中部日本放送、1981年10月18日放映 - 脚本
  - 第1335回『わが定年』 : プロデューサー石井ふく子、演出鴨下信一、主演船越英二、製作TBS、1981年10月18日放送（テレビ放送劇） - 作
  - 第1367回『うちの母ちゃん、お玉ちゃん』 : プロデューサー石井ふく子、演出山本和夫、主演長山藍子、製作TBS、1983年3月13日放送（テレビ放送劇） - 作
  - 第1369回『愛の糸電話』 : プロデューサー石井ふく子、演出鴨下信一、主演杉村春子、製作TBS、1983年3月27日放送（テレビ放送劇） - 作
  - 第1386回『うちの母ちゃんお玉ちゃんII』 : プロデューサー石井ふく子、演出山本和夫、主演長山藍子、製作TBS、1983年7月24日放送（テレビ放送劇） - 作
  - 第1411回『うちの母ちゃんお玉ちゃん 3』 : プロデューサー石井ふく子、演出山本和夫、主演長山藍子、製作TBS、1984年1月22日放送（テレビ放送劇） - 作
- 『Gメン75』第341回『サンタクロース殺人事件』 : 監督小松範任、主演丹波哲郎、製作東映東京撮影所、1981年12月19日放映 - 脚本
- 『人間が好きドラマシリーズ』第8話『赤い椿の物語』 : プロデューサー石井ふく子、演出松山善三、主演今泉陽子、製作TBS、1983年9月29日放送（テレビ放送劇） - 作
- 『森のトントたち』 : 企画・製作高橋茂人、監督樋口雅一、声の主演富田耕生、製作瑞鷹エンタープライズ、1984年10月5日 - 1985年3月29日放映（連続テレビアニメ映画） - シリーズ構成および杉原恵・高木良子とともに脚本
- 『ある朝突然に…』 : 演出脇田時三、主演杉村春子、製作TBS、1984年12月7日放送（テレビ放送劇・金曜女のドラマスペシャル） - 作

## テアトログラフィ
おもな一覧である。
- 『伝七捕物帳 千鶴という女』 : 演出津上忠、原作陣出達朗、主演有馬稲子、前進座、新橋演舞場、1975年12月初演 - 脚本[29]
- 『悪魔になってみませんか』 : 演出キノトール、作曲いずみたく、いずみたくフォーリーズ、1977年11月25日初演 - 作[24]
- 『ファーブルの昆虫記』 : 演出堀内完、作曲いずみたく、いずみたくフォーリーズ、1978年初演 - 作・作詞
- 『ユニコの冒険』 : 演出キノ・トール、作曲いずみたく、いずみたくフォーリーズ、1978年初演 - 手塚治虫と共同で作
- 『Tomorrow 明日へのいのち』 : 演出増見利清、作曲いずみたく、いずみたくフォーリーズ、1979年初演 - 作・作詞
- 『ザ・マジック』 : 演出坂上道之助、作曲いずみたく、いずみたくフォーリーズ、1980年初演 - 石岡三郎と共同で作
- 『赤い椿の物語』 : 演出松山善三、現代人形劇センター・デフパペットシアターひとみ、1981年初演 - 作
- 『ザ・マジック2』 : 演出坂上道之助、作曲いずみたく、いずみたくフォーリーズ、1982年初演 - 石岡三郎と共同で作

## ビブリオグラフィ
- 『思いやり いのちのスケッチ』 : サイマル出版会、1987年8月発行 ISBN 4377407538